# Casa Mantilla
La Casa Mantilla es un conocido edificio de viviendas situado en pleno centro de Valladolid, construido a finales del siglo xix, paradigmático de la arquitectura burguesa en esta ciudad. Se encuentra ubicado en la plaza de Zorrilla, enfrente de la Academia de Caballería y del Campo Grande, constituyendo uno de los lugares más emblemáticos y representativos de la ciudad. 
Ocupa íntegramente la manzana situada entre las calles Acera de Recoletos, Miguel Íscar, Marina Escobar y Mantilla.  El edificio cuenta, en la actualidad, con siete portales de viviendas. En la vivienda principal, la que abarca la esquina entre la calle Miguel Íscar y la Acera de Recoletos, se instaló en 1892 el primer ascensor de Valladolid, dotado con un sistema de funcionamiento hidráulico, cuyos pioneros depósitos de agua se han venido conservando a través de los años. El edificio principal fue restaurado de forma íntegra, tanto en su exterior como en su interior, en 2007. Sobre el solar que ocupa la Casa Mantilla, estuvo situado el Hospital de la Resurrección, lugar de cuidado y atención de pobres y enfermos durante más de tres siglos, que es citado por Cervantes en alguna de sus obras. 

## Historia

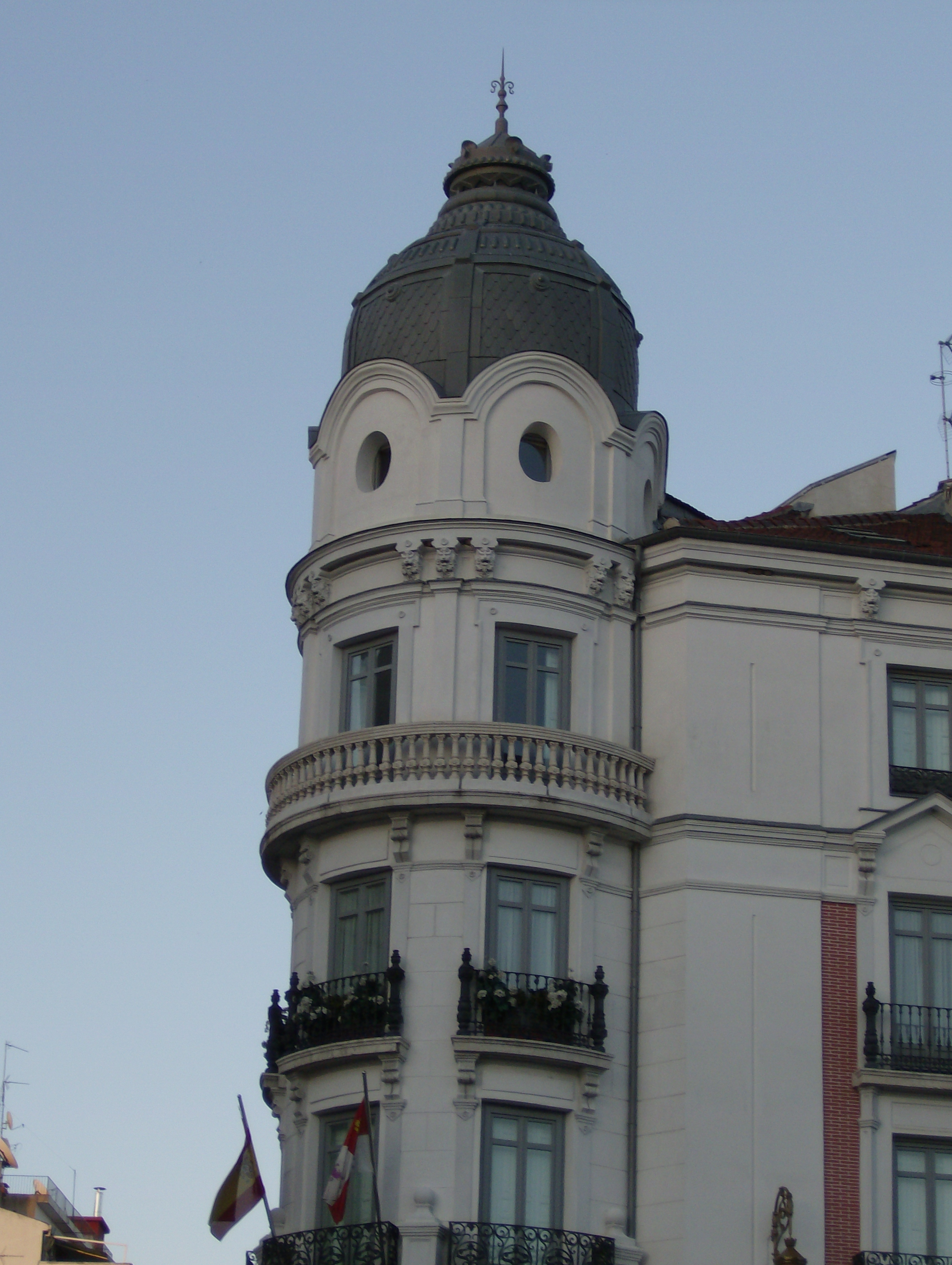
Detalle del edificio

La Acera de Recoletos, hasta bien entrado el siglo xix había estado ocupada por conventos y un hospital, cuyos edificios databan en gran parte del siglo xvi y principios del siguiente. Tras la desamortización de Mendizábal, la nueva burguesía decimonónica fue comprando los solares para construir edificios de viviendas en un espacio llamado a ser el ensanche de la ciudad. 
Los terrenos sobre los que hoy se alza la casa Mantilla habían sido antes ocupados por el Hospital de la Resurrección, donde el escritor Miguel de Cervantes situó su novela El coloquio de los perros, hecho recordado por una placa situada en la esquina entre las calles Miguel Íscar y Acera de Recoletos. El viejo hospital fue demolido hacia 1890, aunque un fragmento de su portada del siglo xvi se conserva en el jardín de la cercana Casa de Cervantes, en cuya pared lateral consta situada la escultura del Cristo resucitado que presidía la entrada al antiguo Hospital. Gracias a la iniciativa de Fidel Recio Mantilla, que da nombre a la construcción, en 1891, siguiendo el proyecto del arquitecto Julio Saracíbar comienzan las obras que finalizarán el 31 de diciembre de 1892.

## Estilo

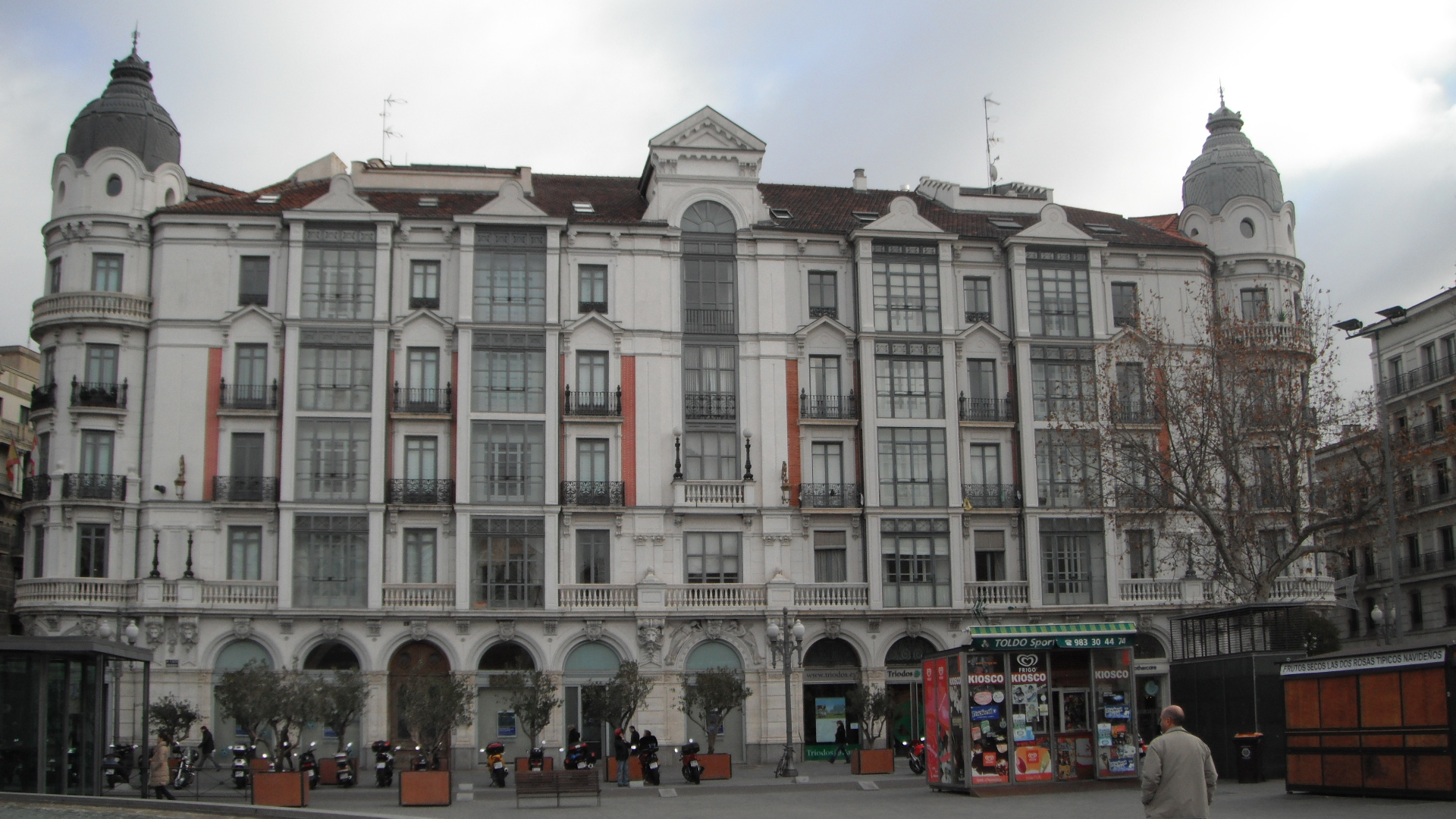
Fachada de la casa Mantilla desde la Plaza Zorrilla con el comienzo de las calles Miguel Íscar (izquierda) y Mantilla (derecha).

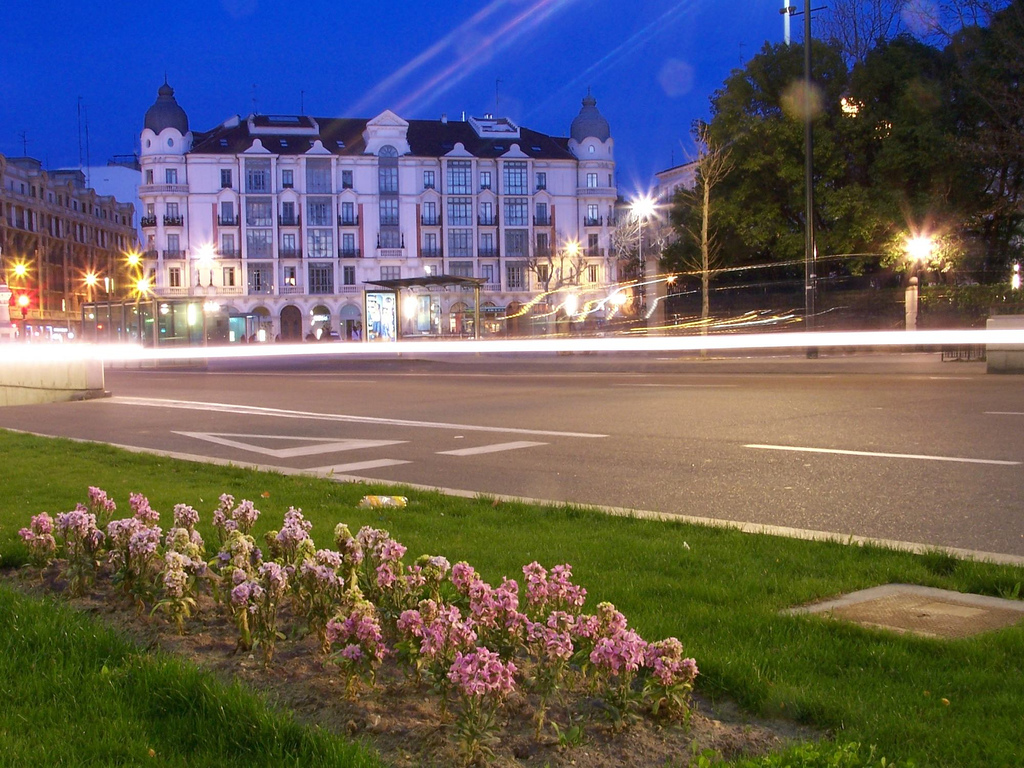
Iluminada por la noche.

Para su realización, se abrió una nueva calle (la calle Mantilla), de suerte que el edificio ocupa toda la manzana. Se organiza mediante cinco portales, cada uno con su escalera propia, y dos viviendas por planta en los cinco. Casi la totalidad de las piezas poseen ventilación directa, bien por poseer generosos huecos a la calle o bien a patios interiores. La ventilación directa era poco común en aquella época en la que eran habituales las ventilaciones cruzadas y las llamadas alcobas italianas.
El edificio posee una imagen formal exterior muy poderosa. Las fachadas poseen cuatro pisos y planta baja, en la que se abren grandes arquerías para el comercio. Los pisos poseen grandes miradores, cuya apilación da verticalidad a la fachada y amplios balcones. Las esquinas entre las calles Miguel Íscar y Acera de Recoletos y entre esta y la calle Mantilla se resuelven con torreones rematados en cúpula, que también imprimen un importante movimiento ascensional a la fachada. El edificio presenta una decoración en estucos a base de columnas y pilastras, cariátides, guirnaldas o frontones, en parte hoy desaparecidos. El estilo general es ecléctico, con grandes resonancias del beaux-arts francés en la organización, proporciones de huecos y decoración de las fachadas.
La decoración interior también es del mismo estilo y de gran lujo, con una cuidadosa selección de materiales. Entre las novedades que aportaba esta vivienda, estaban su estructura metálica (oculta), los ascensores hidráulicos y la iluminación eléctrica.